# Trion Worlds
Trion Worlds était un développeur de jeux vidéo américain, se concentrant sur les MMO, en particulier des genres MMORPG et MMORTS. La société a été fondée en 2006 par Lars Buttler et Jon Van Caneghem, qui avaient chacun auparavant travaillé pour NCSoft et sont partis en 2009 pour rejoindre Electronic Arts.

## Histoire
La société a été fondée sous le nom de Trion World Network, Inc en 2006 par Lars Buttler occupant auparavant le poste de vice-président pour Global Online, chez le principal éditeur américain de jeux vidéo EA, et Jon Van Canegham, précédemment producteur exécutif de vidéo en ligne sud-coréenne à la société de jeux NCSoft. Les deux ont quitté leurs emplois respectifs pour poursuivre dans la création d’une entreprise qui pourrait « définir une génération de divertissement interactif en révolutionnant fondamentalement la façon dont les jeux sont créés, joués et distribués ».[réf. nécessaire]
Après sa fondation, la société a immédiatement commencé le développement sur la plate-forme Trion, une technologie de serveur à travers laquelle elle prétend que Trion et des « partenaires externes » fourniront des jeux, et serait moins fortement basées sur le client et permettre des batailles de grande envergure.
Trion a également commencé le développement précoce de son premier MMORPG, alors intitulé Heroes of Telara, qui allait être renommé Rift: Planes of Telara, jusqu'à sa sortie finale sous la dénomination de Rift en mars 2011.
En 2011, en plus du changement de nom de Heroes of Telara en Rift: Planes of Telara, Trion World Network, Inc. s'est rebaptisé Trion Worlds, Inc.
Le 22 octobre 2018, Trion Worlds a été acquis par Gamigo (de).
Trion Worlds s'est dissous le 26 octobre 2018.

## Des produits

### Rift
En 2006, Trion a commencé le développement sous le nom de Heroes of Telara (maintenant simplement connu sous le nom de Rift), un MMORPG. Le jeu allait subir des tests alpha approfondis, les tests bêta finalisant la partie test du développement. Le PDG de Trion Worlds, Lars Buttler, a déclaré que Rift dispose d’un budget de plus USD 50 millions de dollars américains ». Le jeu est officiellement sorti en 2011 aux États-Unis le 1er mars, en Australie le 2 mars et dans toute l’Europe le 4 mars.

### Defiance
En 2010, Trion et Syfy ont annoncé un accord dans lequel un jeu vidéo et une série télévisée seraient produits. En 2011, le jeu s'est révélé être Defiance, un jeu de tir MMO dans un univers ouvert, et sorti pour Microsoft Windows, Steam, PlayStation 3 et Xbox 360 le 2 avril 2013. Le communiqué de presse officiel indique que le jeu "s'interconnecte avec un programme télédiffusé mondialement de Syfy. La première démo de gameplay en direct de Trion et Syfy a fait ses débuts lors de l'événement annuel de l'industrie (E3), et a été annoncée comme «la première série de jeux vidéo et de télévision interreconnecté».[réf. nécessaire]

### End of Nations
End of Nations, à l’origine un jeu vidéo MMORTS gratuit réalisé par Petroglyph Games, est aujourd’hui développé en interne chez Trion Worlds et est maintenant un hybride MOBA RTS. End of Nations est actuellement prévu pour une sortie simultanée en Amérique du Nord et en Europe. Il était en phase alpha de développement lorsqu’il a été suspendu en novembre 2013.

### Trove
Sorti le 9 juillet 2015, Trove est un MMORPG basé sur le voxel développé et publié par Trion Worlds. Il existe 15 classes jouables, chacune avec, des styles de jeu uniques et leur propre écosystème thématique. Une grande quantité de contenu (y compris des donjons, et de l’équipement) est possible pour les joueurs. Les mondes d’aventure sont générés aléatoirement lors de l’apparition, avec des donjons dispersés dans divers biomes. Les joueurs peuvent rejoindre des clubs pour accéder à un monde de club où la progression de la construction est enregistrée et peuvent être protégés des non-membres du club.

### Devilian
Le 30 juin 2015, Trion a annoncé la publication de Devilian de Ginno Games en Corée du Sud en Europe et en Amérique du Nord. Devilian est un MMORPG fantastique où les joueurs interprètent un demi-diable connu sous le nom de Devilian qui a deux configurations — un personnage normal et une forme démon. Le 5 mars 2018, Devilian a été définitivement fermé en Amérique du Nord et en Europe,.

### Atlas Reactor
À PAX Prime 2015, Trion Worlds a annoncé Atlas Reactor, un jeu de tactique en groupe au tour par tour qui se déroulera dans le futur. C’est un jeu d’équipe dans lequel une équipe de joueurs affronte une autre équipe dans des tours simultanés,. Atlas Reactor a été lancé le 4 octobre 2016 et est devenu le premier jeu à être intégré à Discord, permettant aux joueurs de contrôler le client Discord pendant le jeu.

## Investisseurs et partenaires
Trion compte plusieurs investisseurs, dont The Time Warner Investments Group, Comcast Ventures, Bertelsman Digital Media Investments, Rustic Canyon Partners, Trinity Ventures et DCM, HP étant répertorié sur leur site Web en tant que « partenaire stratégique ». En outre, Trion s’est également associé au développeur américain de jeux vidéo Petroglyph Games, à la chaîne de télévision câblée américaine Syfy et aux éditeurs de jeux vidéo Sony Computer Entertainment et Ubisoft.[réf. nécessaire]
En octobre 2018, Trion a été racheté par le développeur éditeur allemand de jeux en ligne, Gamigo.